# Rivolta di Razlovci
La rivolta di Razlovci fu una ribellione nelle aree di Maleshevo e Piyanets nella Macedonia ottomana nel 1876. Faceva parte della rivolta di aprile ed era l'unica insurrezione in Macedonia in quel momento.
I lavori per la sua preparazione iniziarono alla fine del 1875 a Salonicco . Lì fu creato un gruppo rivoluzionario, che prese la decisione di organizzare un'insurrezione anti-ottomana. Fondamentalmente, questo gruppo era composto da attivisti dell'Associazione "Alba bulgara" (Българска зора). Il leader del gruppo era Dimitar Popgeorgiev. I preparativi per la ribellione iniziarono alla fine del 1875 nel villaggio di Razlovci, guidati da Dimitar Berovski e Stoyan Razlovski. Era previsto che la ribellione coprisse le aree di Maleshevo, Radoviš, Strumitsa, Petrich, Melnik e successivamente l'Osogovo. Dopo lo scoppio della rivolta di aprile, alla fine di aprile 1876 furono effettuati numerosi arresti da parte delle autorità ottomane. Per questo motivo, la rivolta scoppiò prematuramente il 7 maggio a Razlovci. Due bande rivoluzionarie di circa 60 persone conquistarono il villaggio per un breve periodo, poi la ribellione si diffuse a Maleshevo e Piyanets. Tuttavia, la rivolta fu soppressa e molti dei ribelli furono uccisi o arrestati. I sopravvissuti fuggirono sui monti Maleshevo, ma non fu possibile compiere ulteriori azioni.